# Запис безрозмірного відношення величин

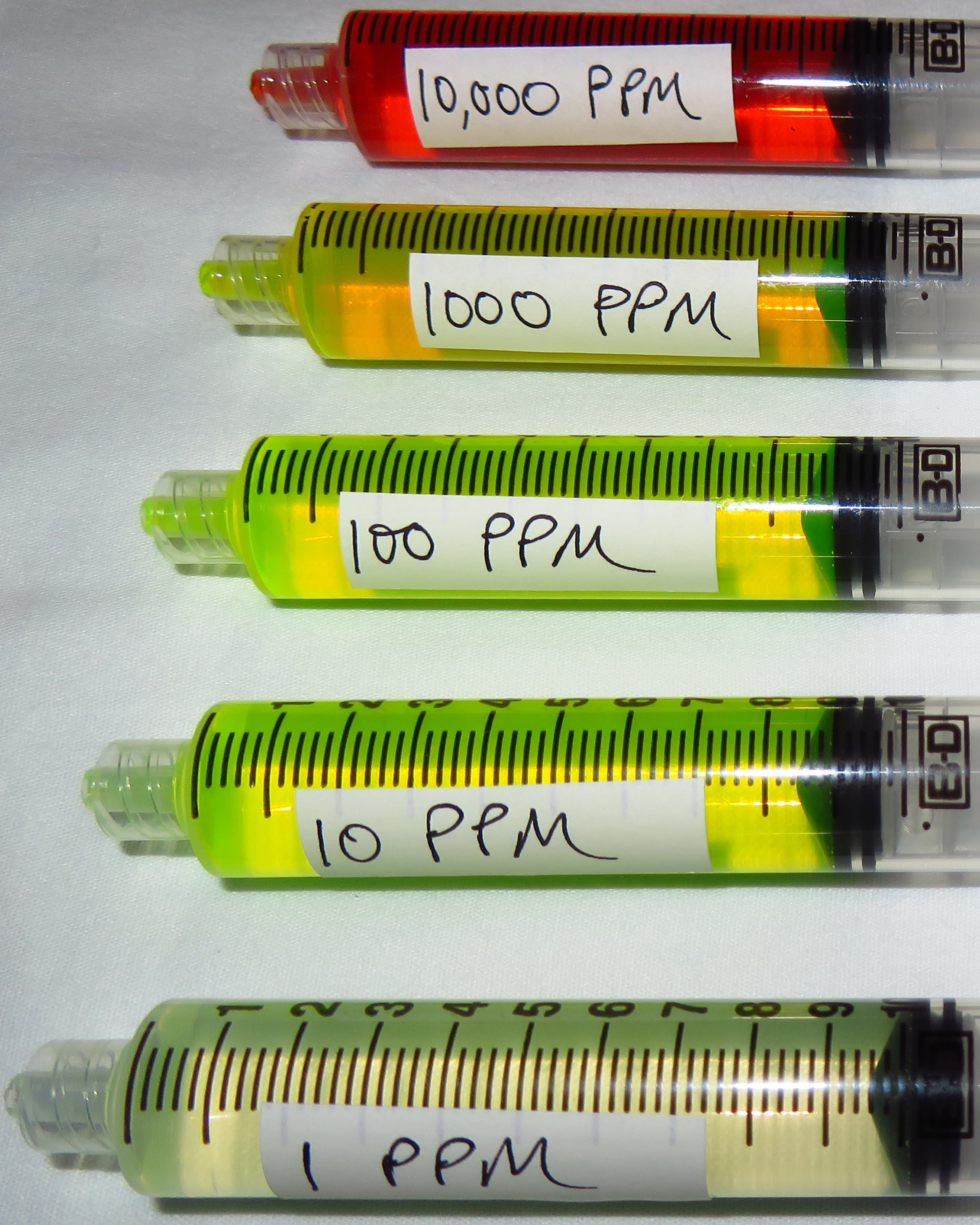
Водні розчини флуоресцеїну з концентрацією від 10 000 до 1 частини на мільйон з інтервалом у 10 разів. Колір розчину залежить від концентрації.

Запис безрозмірного відношення двох величин — це сукупність способів передання на письмі безрозмірного відношення двох числових величин — тобто величин з однаковими одиницями вимірювання. Такі відношення записують у вигляді відсотків (кількості сотих частин, позначається знаком відсотка %), проміле (кількості тисячних частин, позначається знаком проміле ‰); у фінансових розрахунках використовують базисний пункт (кількість десятитисячних частин, позначається знаком ‱). В англійській мові в багатьох галузях науки, найчастіше в хімії, використовуються й інші позначення, зокрема ppm (кількість частин на мільйон), ppb (кількість частин на мільярд), ppt (кількість частин на трильйон).
Хоча ці символи й позначення відіграють роль псевдоодиниць вимірювання, самі по собі вони ними не є, а натомість це лише умовні позначення відповідних дробів. Вони не входять до Міжнародної системи одиниць (SI); деякі з них неоднозначні.

## Використовувані позначення
У системі SI для позначення дробів використовуються відповідні від'ємні степені числа 10. Проте Міжнародне бюро мір і ваг (BIMP) та Національний інститут стандартів і технологій США (NIST) допускають використання для позначення дробу 0,01 знака відсотка. Його можна використовувати лише для величин, які не мають назви, — наприклад, «відносна зміна частоти становила 3,4 %» або «масова частка досліджуваного компонента становить 1 %». У такий же спосіб допускається використання аналогічних символів — наприклад, «молярна частка компонента становила 1,5 млн−1»).
Ці організації не рекомендують використовувати позначення типу ppm (див. нижче), а Міжнародна організація зі стандартизації (ISO) та Міжнародний союз фундаментальної та прикладної хімії (IUPAC) також не рекомендують використовувати символи відсотка (%) та проміле (‰) замість відповідних співвідношень одиниць SI (наприклад, ppm замість мг/кг).
Безрозмірні відношення величин часто використовують для опису розбавлених розчинів у хімії — наприклад, відносної концентрації розчинених мінералів або забруднюючих речовин у воді.

## Символи й позначення дробових величин, які не мають власної назви
У наведеній нижче таблиці вміщено символи й позначення, які використовують для запису дробових величин, а також їхні кількісні значення.
| Міжнародний символ або позначення | Символ або позначення в українській мові | Назва                                     | Значення             | Числовий еквівалент                                      | Числовий еквівалент | Числовий еквівалент | Коментар |
| Міжнародний символ або позначення | Символ або позначення в українській мові | Назва                                     | Значення             | Простий дріб                                             | Десятковий дріб     | Частка відсотка     | Коментар |
| --------------------------------- | ---------------------------------------- | ----------------------------------------- | -------------------- | -------------------------------------------------------- | ------------------- | ------------------- | --- |
| % pph                             | %                                        | Відсоток (процент)                        | Сота частка          | {\displaystyle {\tfrac {1}{100}}}                        | 10−2                | 1 %                 | В українській мові для цієї величини існують назви відсоток і процент. Не плутати з відсотковим пунктом. В англомовних джерелах зустрічається позначення pph (parts per hundred). |
| ‰ ppt, ppth                       | ‰                                        | Проміле                                   | Тисячна частка       | {\displaystyle {\tfrac {1}{1000}}}                       | 10−3                | 0,1 %               | У проміле визначають солоність води, похил річок, вміст алкоголю в крові, похил рейкових колій. В англомовних джерелах зустрічаються позначення ppt з ppth (parts per thousand). У разі використання позначення ppt може виникнути непорозуміння: таке позначення має також трильйонна частка (parts per trillion). |
| ‱ bp                              | ‱                                        | Базисний пункт (у фінансових розрахунках) | Десятитисячна частка | {\displaystyle {\tfrac {1}{10\ 000}}}                    | 10−4                | 0,01 %              | В англомовних джерелах рідко зустрічається назва permyriad; буквально це слово означає «на кожну міріаду». |
| pcm                               | —                                        | —                                         | Стотисячна частка    | {\displaystyle {\tfrac {1}{100\ 000}}}                   | 10−5                | 0,001 %             | Зазвичай використовується в епідеміології для позначення показників народжуваності, смертності, злочинності та захворюваності, а також у ядерній енергетиці як одиниця реактивності. |
| ppm                               | млн−1 ч/млн                              | —                                         | Мільйонна частка     | {\displaystyle {\tfrac {1}{1\ 000\ 000}}}                | 10−6                | 0,0001 %            | У ЯМР-спектроскопії використовують позначення ppm для хімічного зсуву резонансних ліній спектра. У гірничій справі ця величина еквівалентна одному граму на метричну тонну (г/т). |
| pphm                              | —                                        | —                                         | Стомільйонна частка  | {\displaystyle {\tfrac {1}{100\ 000\ 000}}}              | 10−8                | 0,000001 %          | Не рекомендується через відсутність еквівалентного префікса SI. |
| ppb                               | млрд−1 ч/млрд                            | —                                         | Мільярдна частка     | {\displaystyle {\tfrac {1}{1\ 000\ 000\ 000}}}           | 10−9                | 0,0000001 %         | Міжнародне позначення ppb (parts-per-billion) потребує уваги, оскільки слово billion в американській англійській означає мільярд, а в британській трильйон. |
| ppt                               | трлн−1 ч/трлн                            | —                                         | Трильйонна частка    | {\displaystyle {\tfrac {1}{1\ 000\ 000\ 000\ 000}}}      | 10−12               | 0,0000000001 %      | Використовується в екології, геології, хімії тощо. Міжнародне скорочення ppt (parts-per-trillion) потребує уваги, оскільки воно може означати одну тисячну (parts-per-thousand). |
| ppq                               | —                                        | —                                         | Квадрильйонна частка | {\displaystyle {\tfrac {1}{1\ 000\ 000\ 000\ 000\ 000}}} | 10−15               | 0,0000000000001 %   | |

## Використання
Окрім знаків відсотка і проміле, які широко використовуються в багатьох галузях, позначення на кшталт ppm застосовують здебільшого у хімічних науках, зокрема в аналітичній хімії та хімії довкілля. Ними позначають масові, об'ємні й молярні частки речовин, які містяться в невеликих або слідових кількостях. Наприклад, за допомогою них можна виразити вміст (об'ємну частку) вуглекислого газу в атмосфері як 380 ppm, що еквівалентно формулі
ϕCO2 = 380 мкл/л.
У більшості випадків для цього достатньо позначень ppm, ppb і ppt, але деякі методи вимірювання (наприклад, прискорювальна мас-спектрометрія або мас-спектрометрія з індуктивно збудженою плазмою) дають змогу визначати вміст певних речовин на рівні 10−15 (ppq) і навіть 10−18 (у частках на трильйон і квінтильйон, відповідно).
У спектроскопії ядерного магнітного резонансу (ЯМР-спектроскопії) хімічний зсув зазвичай виражають у мільйонних частках. Це пов'язано з тим, які одиниці входять у формулу визначення (Гц/МГц), - вони визначають степінь 106 у знаменнику цієї формули.

### Неправильне використання
Позначення ppm (мільйонні частки) і знак відсотка % (соті частки) часто неправильно використовують як замінники одиниць масової концентрації речовин у водних розчинах (відповідно, мг/л і г/100 мл). Це пов'язано з тим, що густина розбавлених водних розчинів в умовах навколишнього середовища близька до 1 г/см3, і з практичних міркувань наближення 1 кг ≈ 1 л і 100 г ≈ 100 мл цілком достатньо, а похибки, що виникають через такі наближення, є незначними. Щоб отримати точне значення, виражене в ppm, потрібно масову концентрацію (mg/l) поділити на густину розчину (ρ):
{\displaystyle [ppm]={\frac {[mg/l]}{\rho }}}.
Однак використання такого роду наближень не рекомендується, і в кожному випадку краще використовувати відповідні одиниці виміру. Прикладом такого наближення є вираження в проміле вмісту алкоголю в крові, виміряного в г/дл.